# La Possonnière
La Possonnière est une commune française située dans le département de Maine-et-Loire, en région Pays de la Loire.

## Géographie

### Localisation
Commune angevine implantée sur la rive nord de la Loire, La Possonnière se trouve à une vingtaine de kilomètres au sud-ouest d’Angers, dans le Val de Loire.
Située à l'extrémité orientale du Massif armoricain et à proximité du bassin sédimentaire de la Loire, elle fait face aux coteaux du Layon.

### Climat
Pour des articles plus généraux, voir Climat des Pays de la Loire et Climat de Maine-et-Loire.
En 2010, le climat de la commune est de type climat océanique altéré, selon une étude du CNRS s'appuyant sur une série de données couvrant la période 1971-2000. En 2020, Météo-France publie une typologie des climats de la France métropolitaine dans laquelle la commune est exposée à un climat océanique et est dans une zone de transition entre les régions climatiques « Bretagne orientale et méridionale, Pays nantais, Vendée » et « Moyenne vallée de la Loire ».
Pour la période 1971-2000, la température annuelle moyenne est de 11,9 °C, avec une amplitude thermique annuelle de 14 °C. Le cumul annuel moyen de précipitations est de 635 mm, avec 11,3 jours de précipitations en janvier et 5,9 jours en juillet. Pour la période 1991-2020, la température moyenne annuelle observée sur la station météorologique de Météo-France la plus proche, sur la commune de Beaucouzé à 12 km à vol d'oiseau, est de 12,6 °C et le cumul annuel moyen de précipitations est de 709,3 mm,. Pour l'avenir, les paramètres climatiques de la commune estimés pour 2050 selon différents scénarios d'émission de gaz à effet de serre sont consultables sur un site dédié publié par Météo-France en novembre 2022.

## Urbanisme

### Typologie
Au 1er janvier 2024, La Possonnière est catégorisée bourg rural, selon la nouvelle grille communale de densité à sept niveaux définie par l'Insee en 2022.
Elle est située hors unité urbaine. Par ailleurs la commune fait partie de l'aire d'attraction d'Angers, dont elle est une commune de la couronne,. Cette aire, qui regroupe 81 communes, est catégorisée dans les aires de 200 000 à moins de 700 000 habitants,.

### Occupation des sols
L'occupation des sols de la commune, telle qu'elle ressort de la base de données européenne d’occupation biophysique des sols Corine Land Cover (CLC), est marquée par l'importance des territoires agricoles (83,4 % en 2018), en diminution par rapport à 1990 (86,4 %). La répartition détaillée en 2018 est la suivante : 
prairies (48,8 %), zones agricoles hétérogènes (17,6 %), terres arables (17 %), zones urbanisées (8,5 %), eaux continentales (4,2 %), zones industrielles ou commerciales et réseaux de communication (2 %), forêts (1,9 %). L'évolution de l’occupation des sols de la commune et de ses infrastructures peut être observée sur les différentes représentations cartographiques du territoire : la carte de Cassini (XVIIIe siècle), la carte d'état-major (1820-1866) et les cartes ou photos aériennes de l'IGN pour la période actuelle (1950 à aujourd'hui).

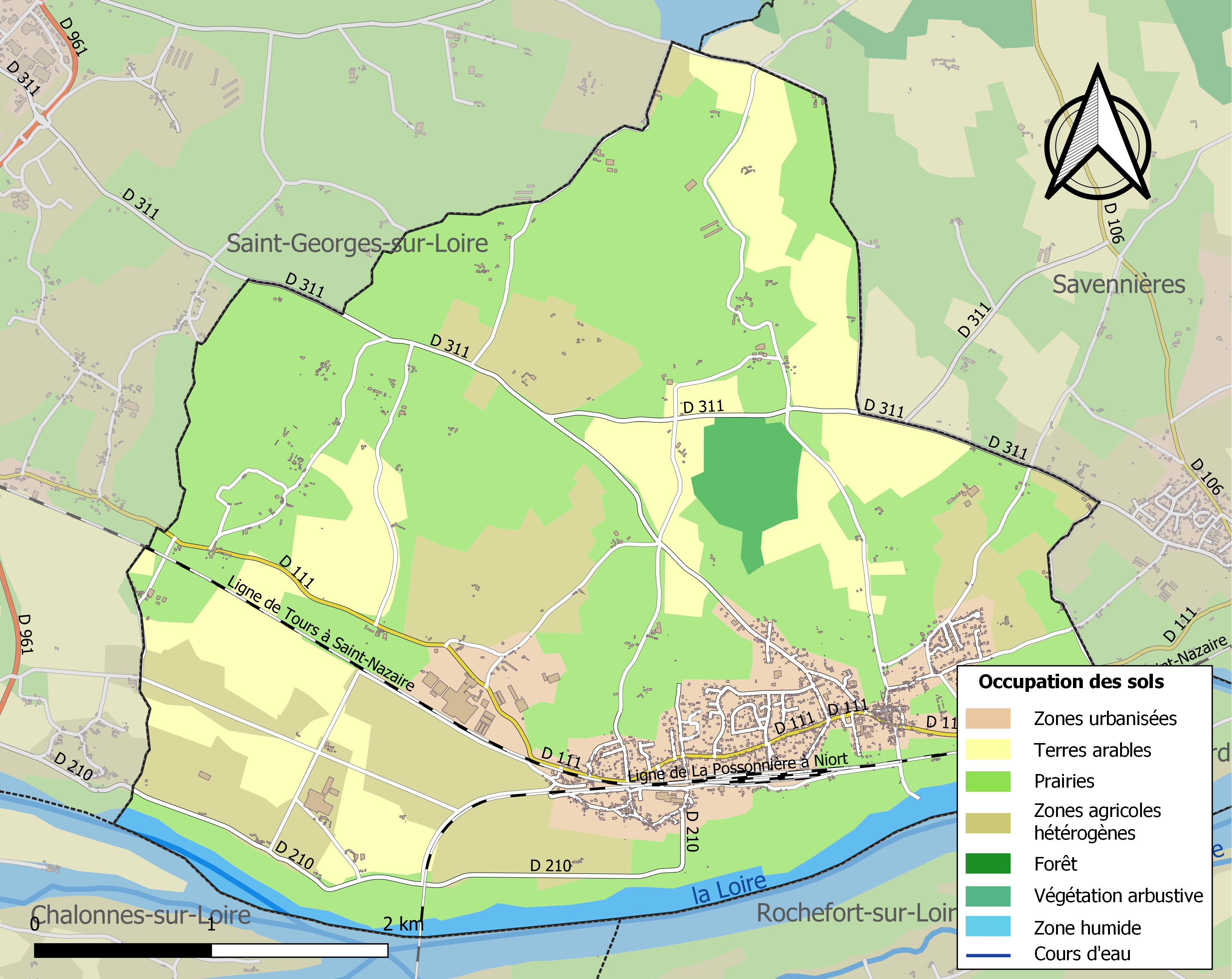
Carte des infrastructures et de l'occupation des sols de la commune en 2018 (CLC).

## Politique et administration

### Administration municipale
La Possonnière est érigée en commune par la loi du 14 mars 1851.
| Période                                  | Période                   | Identité          | Étiquette | Qualité                                                       |
| ---------------------------------------- | ------------------------- | ----------------- | --------- | ------------------------------------------------------------- |
| 24 août 1851                             | novembre 1852 (démission) | Félix De Romain   |           |                                                               |
| 31 décembre 1852                         | 1870                      | Pierre Richard    |           |                                                               |
| 1870                                     | 1874                      | Goubault          |           |                                                               |
| 1874                                     | 1878                      | Prosper Richard   |           |                                                               |
| 1878                                     | 1908                      | Gabriel Billard   |           |                                                               |
| 1908                                     | 1929                      | René de Romain    |           |                                                               |
| 1929                                     | 1935                      | Pierre Ménard     |           |                                                               |
| mai 1935                                 | mars 1951                 | René Rabineau     |           | Propriétaire                                                  |
| mars 1951                                | février 1956              | Maurice Courant   |           |                                                               |
| février 1956                             | mars 1959                 | Raymond Fortin    |           |                                                               |
| mars 1959                                | mars 1965                 | Antoine Doussard  |           | Secrétaire auxiliaire de mairie                               |
| mars 1965                                | septembre 1974            | Yvon de Romain    |           |                                                               |
| septembre 1974                           | mars 1977                 | Jean Gaudin       |           |                                                               |
| mars 1977                                | juin 1995                 | Jean Fouliard     | DVD       | Directeur honoraire de la Mutualité sociale agricole          |
| juin 1995                                | mars 2014                 | Célestin Suhard   | DVG       | Retraité, maire honoraire Vice-président de la CC Loire-Layon |
| mars 2014                                | En cours (au 31 mai 2020) | Jacques Genevois, | DVG       | Enseignant Vice-président de la CC Loire Layon Aubance        |
| Les données manquantes sont à compléter. |                           |                   |           |                                                               |

### Intercommunalité
La commune est membre de la communauté de communes Loire-Layon-Aubance. Jusqu'en 2016 elle était intégrée à l'intercommunalité Loire-Layon qui regroupait 10 communes et qui faisait partie de la structure administrative d'aménagement du territoire Pays de Loire en Layon.

### Autres circonscriptions
Jusqu'en 2014, La Possonnière fait partie du canton de Saint-Georges-sur-Loire et de l'arrondissement d'Angers. Ce canton compte alors dix communes. Dans le cadre de la réforme territoriale, un nouveau découpage territorial pour le département de Maine-et-Loire est défini par le décret du 26 février 2014. La commune est alors rattachée au canton de Chalonnes-sur-Loire, avec une entrée en vigueur au renouvellement des assemblées départementales de 2015.

## Population et société

### Démographie

#### Évolution démographique
L'évolution du nombre d'habitants est connue à travers les recensements de la population effectués dans la commune depuis 1851. Pour les communes de moins de 10 000 habitants, une enquête de recensement portant sur toute la population est réalisée tous les cinq ans, les populations de référence des années intermédiaires étant quant à elles estimées par interpolation ou extrapolation. Pour la commune, le premier recensement exhaustif entrant dans le cadre du nouveau dispositif a été réalisé en 2008.

En 2022, la commune comptait 2 478 habitants, en évolution de +2,02 % par rapport à 2016 (Maine-et-Loire : +2,12 %, France hors Mayotte : +2,11 %).
| 1851  | 1856  | 1861  | 1866  | 1872  | 1876  | 1881  | 1886  | 1891  |
| ----- | ----- | ----- | ----- | ----- | ----- | ----- | ----- | ----- |
| 1 468 | 1 478 | 1 378 | 1 566 | 1 428 | 1 406 | 1 407 | 1 544 | 1 447 |

| 1896  | 1901  | 1906  | 1911  | 1921  | 1926  | 1931  | 1936  | 1946  |
| ----- | ----- | ----- | ----- | ----- | ----- | ----- | ----- | ----- |
| 1 529 | 1 407 | 1 518 | 1 460 | 1 723 | 1 431 | 1 349 | 1 404 | 1 495 |

| 1954  | 1962  | 1968  | 1975  | 1982  | 1990  | 1999  | 2006  | 2008  |
| ----- | ----- | ----- | ----- | ----- | ----- | ----- | ----- | ----- |
| 1 571 | 1 510 | 1 516 | 1 519 | 1 844 | 1 962 | 2 128 | 2 289 | 2 332 |

| 2013  | 2018  | 2022  | - | - | - | - | - | - |
| ----- | ----- | ----- | - | - | - | - | - | - |
| 2 416 | 2 445 | 2 478 | - | - | - | - | - | - |

#### Pyramide des âges
La population de la commune est relativement jeune.
En 2018, le taux de personnes d'un âge inférieur à 30 ans s'élève à 31,8 %, soit en dessous de la moyenne départementale (37,2 %). À l'inverse, le taux de personnes d'âge supérieur à 60 ans est de 28,0 % la même année, alors qu'il est de 25,6 % au niveau départemental.
En 2018, la commune compte 1 162 hommes pour 1 283 femmes, soit un taux de 52,47 % de femmes, légèrement supérieur au taux départemental (51,37 %).
Les pyramides des âges de la commune et du département s'établissent comme suit.
| Hommes | Classe d’âge | Femmes |
| ------ | ------------ | ------ |
| 1,3    | 90 ou +      | 2,6    |
| 5,7    | 75-89 ans    | 8,5    |
| 19,3   | 60-74 ans    | 18,6   |
| 20,9   | 45-59 ans    | 21,8   |
| 20,4   | 30-44 ans    | 17,4   |
| 14,1   | 15-29 ans    | 13,6   |
| 18,3   | 0-14 ans     | 17,6   |

| Hommes | Classe d’âge | Femmes |
| ------ | ------------ | ------ |
| 0,9    | 90 ou +      | 2,1    |
| 7      | 75-89 ans    | 9,5    |
| 16,2   | 60-74 ans    | 16,9   |
| 19,4   | 45-59 ans    | 18,7   |
| 18,2   | 30-44 ans    | 17,5   |
| 18,8   | 15-29 ans    | 17,6   |
| 19,5   | 0-14 ans     | 17,6   |

## Économie
Sur 129 établissements présents sur la commune à fin 2010, 16 % relèvent du secteur de l'agriculture (pour une moyenne de 17 % sur le département), 7 % du secteur de l'industrie, 11 % du secteur de la construction, 49 % de celui du commerce et des services et 18 % du secteur de l'administration et de la santé. Cinq ans plus tard, en 2015, sur les 177 établissements présents, 10 % relèvent du secteur de l'agriculture (pour une moyenne de 11 % sur le département), 7 % du secteur de l'industrie, 12 % de celui de la construction, 54 % du secteur du commerce et des services et 17 % de celui de l'administration et de la santé.

## Culture locale et patrimoine

### Lieux et monuments
La commune se trouve dans le Val de Loire tel qu'inscrit en 2000 sur la liste du Patrimoine mondial de l'UNESCO. L'inscription concerne le périmètre situé entre Sully-sur-Loire et Chalonnes-sur-Loire, sur une longueur de 280 km.
- L'église Saint-Jacques (XIXe siècle).
- La Taverne du Prieuré dont la fondation, place du Pilori, remonte au début du XIVe siècle est le plus vieil édifice de la commune. Au cours des années, elle a successivement porté les noms d'« Auberge du Croissant Couronnée » en mémoire du roi René, « Au Grand Louis » en souvenir de Louis XIV et « Auberge de l'Ancre de la Marine » sous la Révolution[30].
- Le moulin de la Roche, moulin à vent construit dans la seconde moitié du XVIIe siècle, agrandi en 1860 et en service jusqu'en 1914[31]. Classé monument historique en 1977, il a été restauré et remis en vent pour le tourisme en 1980[32].
- Le port sur la Loire[33] avec les bateaux traditionnels, futreaux, toues, et gabares.
- Le Pont de l'Alleud et ses 17 arches.
- La gare SNCF, à la bifurcation des lignes Angers-Nantes et Angers-Cholet. Elle fut, jusqu'à sa disparition en 1948, une halte sur le réseau ferroviaire du Petit Anjou.
- Le parc animalier Le jardin des kangourous et le mini-golf géant de l'Arche ouvert en 2017.

La commune se trouve aussi sur les circuits La Loire à vélo, véloroute française de 800 km entre Cuffy (Cher) et Saint-Brévin-les-Pins (Loire-Atlantique), et l'Eurovéloroute des fleuves, entre la Mer Noire et l'Atlantique (3 653 km).

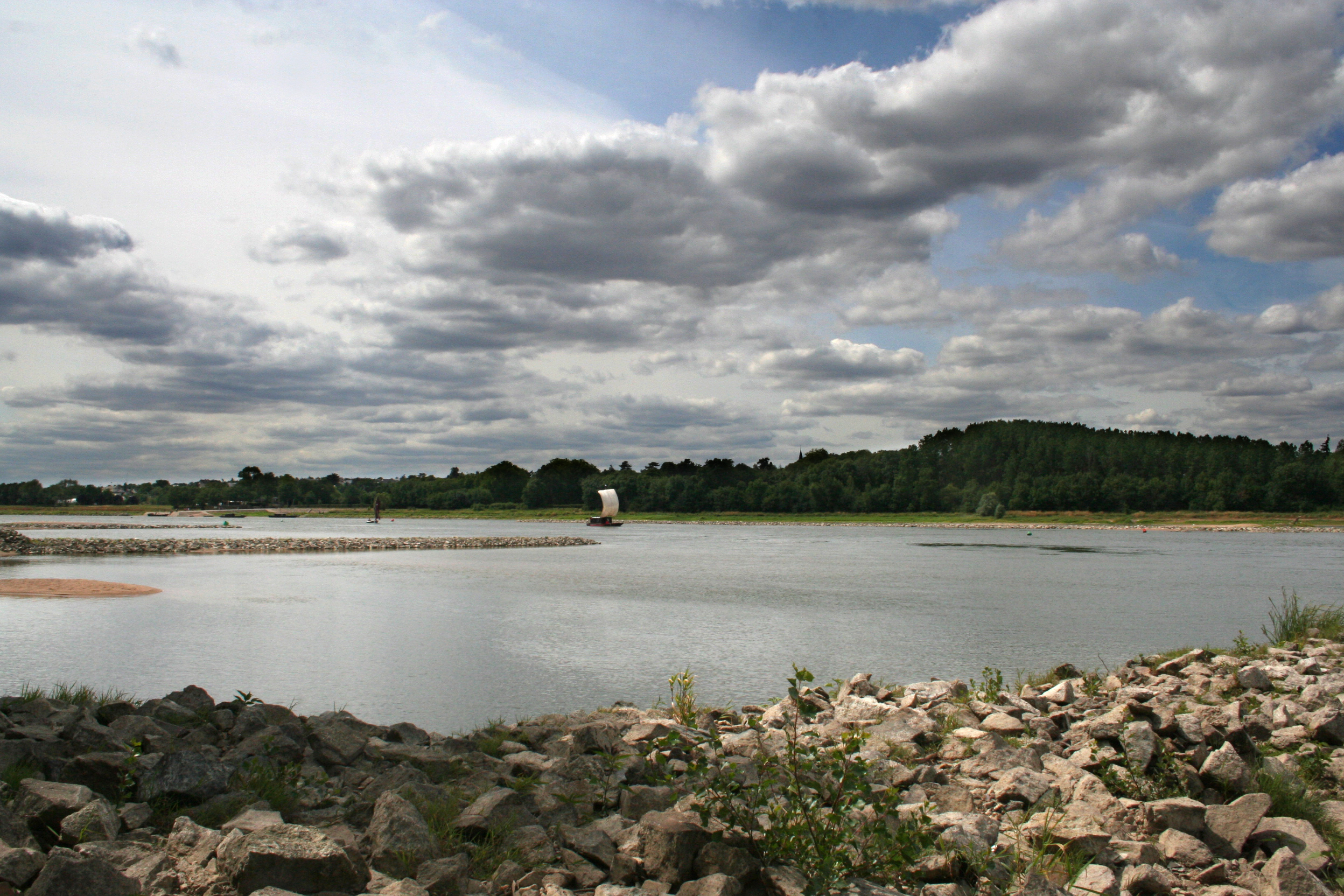
Port vu de la rive gauche de la Loire.
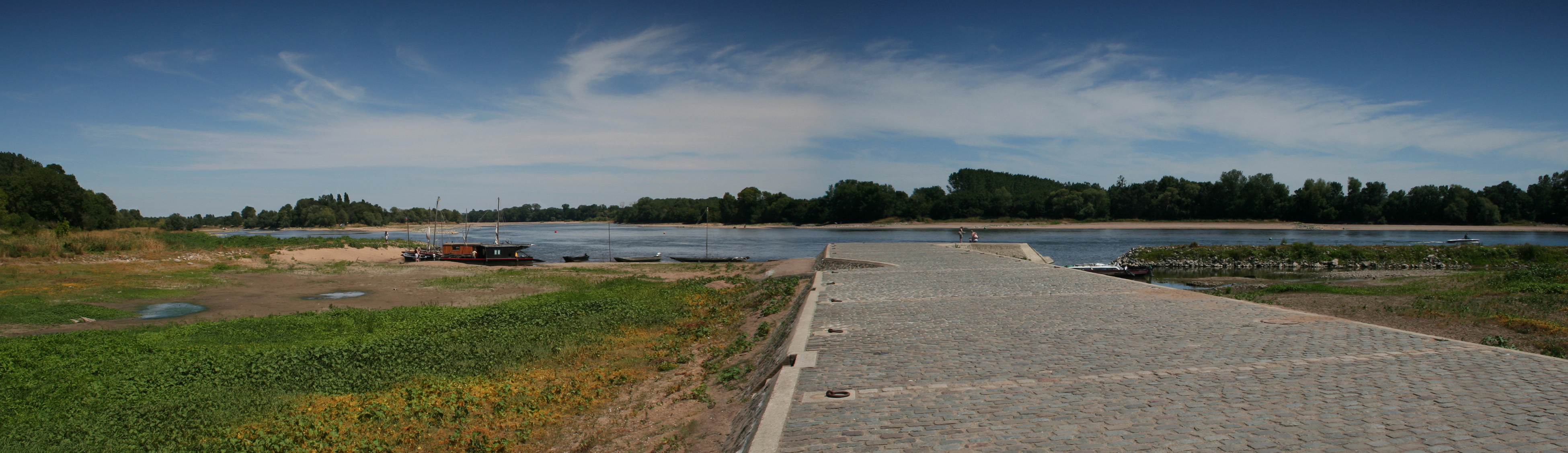
Port de la Possonnière.
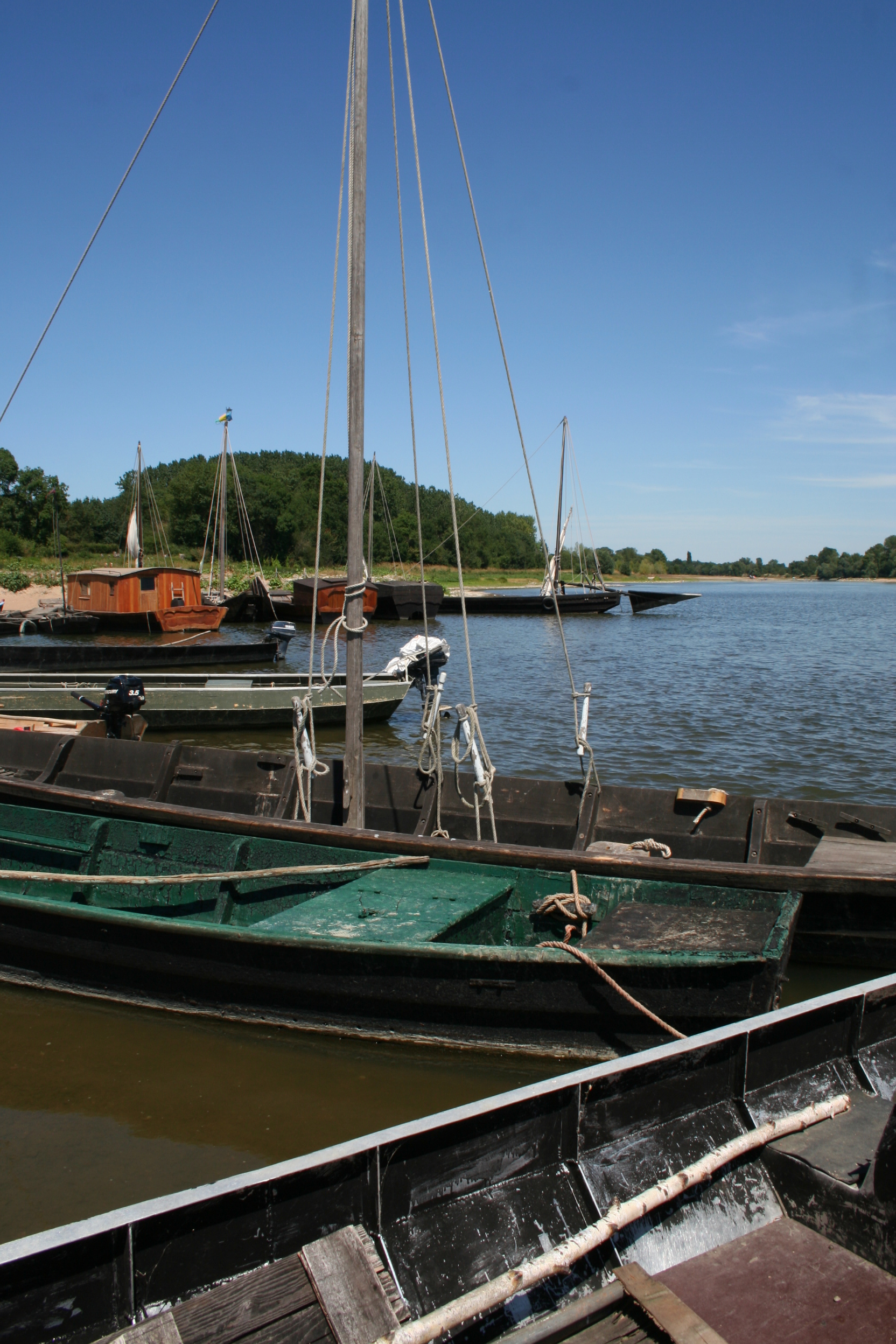
Port de la Possonnière.

### Personnalités liées à la commune
- Adolphe Tabarant (1863-1950), journaliste et écrivain, est né à La Possonnière.
- Jorj Morin (1909-1995), artiste peintre, graveur et dessinateur publicitaire, a passé les dernières années de sa vie à La Possonnière où il est inhumé.
- Odette Rousseau-Balesi (1927-2012), parachutiste, recordwoman du monde de chute libre en 1955, est inhumée dans le cimetière de La Possonnière[34].